# 龜井三郎
龜井三郎（1938年4月3日—2013年9月9日）是日本的男性演員、聲優。北海道出身。所屬81 Produce，以前所屬九Production。2013年9月9日時急性心衰竭死去。享壽75歲。

## 演出作品

### 電視劇
- 無用之介 第9話「無用之介來了」（1969年）
- 帶子狼
  - 第14回「御定書七十九條」
- 荒野的保鏢 第34話「把山峽的黃金給女豹奔跑・・・」（1973年11月20日）
- 對太陽吶喊
  - 第51回「危險的女賊」（1973年）
  - 第65回「殺死通心粉的傢伙」（1973年）
  - 第93回「真相的詩」（1974年）
  - 第130回「呼叫鴿子」（1975年）
  - 第138回「全部的愛」（1975年）
  - 第154回「自首」（1975年）
- 高中教師 第23話「半夜的雷族」（1974年9月3日）
- 破傘刀船壞人狩獵 第10話「三隻烏鴉」（1974年12月3日）
- 右門捕物帖 第47話「幸福」（1975年2月26日）
- 大江戶搜查網 第188話「怪盜演員變化」（1976年）
- 同心曉蘭之介 第1話「同心哭泣日」（1981年10月8日）

### 電視動畫
1976年
- 小英雄（荒船師團長）

1977年
- 超級跑車 嘉泰格（五十嵐健）
- 正義雙俠（自來也、銀假面、石川五右衛門）

1979年
- 宇宙超人（警察、鶴見）

1980年
- 時空巡警隊救助超人（海盜王）
- 原子小金剛（第2作）（西田成金）

1981年
- 太陽之牙（諾基歐、厄爾・西維）

1983年
- 喬琪姑娘（阿爾伯特・艾倫）
- 裝甲騎兵（奎里）

1984年
- 旋風探險隊（戴維）
- 世紀末救世主傳說 北斗神拳（龍、拳王軍侵佔隊長）

1987年
- 城市獵人（穆罕默德 其他）
- 哆啦A夢（野比伸郎、大雄的爺爺（第2代）、隊長、課長 其他）

1988年
- 美味大挑戰（中里東一）
- 城市獵人2（一卷、權三）
- 魔神英雄傳（阿布杜拉・薩・馬之助）

1989年
- 惡魔君（梅菲斯特老、東嶽大帝）
- 城市獵人3（中田萬堂）
- 以柔克剛（大田黑社長）

1990年
- 大嬸軍團（閻魔大王）

1991年
- 城市獵人'91（總監）
- 絕對無敵（章魚盆部）

1992年
- 蠟筆小新（巢苦邊佐和郎社長、胃屋良支又吉、伊西瓦爾）
- 蝙蝠俠（魯伯特・索恩（第一代））

1993年
- 忍者亂太郎（鬼）

1994年
- 機動武鬥傳G GUNDAM（惠雲）

1996年
- 忍者亂太郎（紙屋的紙太）
- 名偵探柯南（丸傳次郎）

1997年
- 名偵探柯南（辻村勳、肥田滿弘）

1998年
- 危險調查員（賣花人、教授）

2002年
- 哆啦A夢（大雄的爺爺（第4代））

2003年
- 原子小金剛（第3作）（里昂主席）
- 成為風箏的媽媽（加藤）
- 機魂末世錄（水野圭太郎）
- 惑星奇航（専務）

2004年
- 怪醫黑傑克（柴田醫生）
- MONSTER（警長）

2005年
- 巖窟王（路易・但丁斯）
- 強殖裝甲（漢米爾卡・巴卡斯）
- 星艦駕駛員（圖魯曼）
- 我的防空洞（町內會長）
- 名偵探柯南（伊勢川剛三（百合子的外祖爺爺））

2006年
- 超級機器人大戰OG Divine Wars（卡爾）
- 忍者亂太郎（老人）

2007年
- 精靈守護者（侍從）
- Baccano!（普拉奇多・盧梭）

2008年
- 哥爾哥13（馬蒂）
- ONE OUTS（忌野喜郎）

2009年
- 哥爾哥13（霍里斯基）
- 蒼天航路（陶謙）
- 名偵探柯南（小嶋權作）

2010年
- 哆啦A夢（課長）
- 名偵探柯南（沼山伴藏）
- 少年犯罪檔案（妓院的老爹）

2011年
- 名偵探柯南（君島伸郎）

2012年
- 絕園的暴風雨（老爺爺）

### OVA
- 世界之光 親鸞聖人（弁海）
- 銀河英雄傳說 （葛萊瑟）

### 劇場版動畫
- 銀河英雄傳說外傳 黄金之翼（赫德）
- 名偵探柯南 迷宮的十字路（櫻正造）

### 外語配音
- 炮彈飛車（費區（華倫·柏林格））
- 高地人生（Mr.麥克（雷·阿拉納））
- 攻擊13號警局（威爾斯（東尼·柏頓））
- 捍衛戰警2（哈比（麥可·G·海格蒂））
- 34街的奇蹟（查理（威廉·佛羅利））
- 星際歪傳（羅蘭王（狄克·范·帕登））
- 至尊神探（李普斯・曼利斯（保羅·索維諾））
- 大審判（湯普森醫生（喬·賽尼卡））
- 驚天動地60秒（阿特里・傑克森（喬治·柯爾））
- 蝙蝠俠（詹姆斯・高登總監（派特·辛格爾））
- 情理法的春天（阿爾・賈德羅（耶佛·哥圖））
- 更高境界（法蘭克・麥肯西安（吉姆·柏恩斯））
- 衝鋒飛車隊（騎士（文森·吉爾））
- 命運先生（哈利・柏洛斯（派特·柯利））
- 三角洲部隊3：殺戮遊戲（威爾遜將軍（山迪·華德））
- 茨岡人（喬・阿米拉（雷納圖·薩瓦多里））
- 終極追殺令（法特曼（瓊斯）（法蘭克·森格））
- 四海兄弟（莫（法茲）・蓋利（賴瑞·拉普）））

### 舞台
- 梔子花
- 羅丹的花子
- 我的太陽

## 外部連結
- 81 Produce公開簡歷

- 龜井三郎纪念页面 （页面存档备份，存于）